# Skowieszynek
Skowieszynek [pronunciación en polaco: /skɔvjɛˈʂɨnɛk/] es un pueblo ubicado en el distrito administrativo de Gmina Kazimierz Dolny, dentro del Condado de Puławy, Voivodato de Lublin, en Polonia oriental. Se encuentra aproximadamente a 5 kilómetros al este de Kazimierz Dolny, a 12 kilómetros al sur de Puławy, y a 40 kilómetros al oeste de la capital regional Lublin.